# Guitar Hero 5
Guitar Hero 5 es la quinta edición de las series de videojuegos Guitar Hero, en la cual se pueden encontrar 85 temas nuevos de 83 artistas.
Fue lanzado el 1 de septiembre de 2009 en Norteamérica, el 18 de septiembre de 2009 en Europa y el 16 de septiembre de 2009 en Australia y Asia.
Guitar Hero 5 se puede jugar con los instrumentos de "Guitar Hero World Tour" pero con más personas jugando al mismo tiempo; por ejemplo: dos baterías, un micrófono (canto) y dos guitarras. El juego puede ser comprado en bundle con los instrumentos guitarra, micrófono y batería.

## Nuevas propiedades
Guitar Hero 5 tiene nuevas propiedades como "Party Play" que permite salirse o entrar a una canción o cambiar su dificultad mientras esta canción está sonando.
A diferencia de los demás videojuegos de su estilo, durante una partida es posible programar el juego para que varios instrumentos idénticos puedan jugar simultáneamente ya sean 4 baterías, 4 bajos o 2 cantantes (restringido por el uso de puertos USB, las combinaciones de instrumentos son también posibles.
El juego fue desarrollado por Neversoft y publicado por RedOctane y Activision. Fue lanzado internacionalmente el 1 de septiembre de 2009. Similar al título anterior, Guitar Hero World Tour, Guitar Hero 5 está destinado a jugar en una experiencia de una banda de cuatro personas, incluidos la guitarra y el bajo, batería y cantante. El juego está disponible como un título independiente, permite a los jugadores que comienzan a utilizar los controladores de instrumentos compatibles, y como un paquete que provee estos controladores. Tiene varias características nuevas, como el juego drop-in/drop-out, bandas compuesto por cualquier combinación de los instrumentos disponibles, un modo competitivo Rockfest que consta de diversos mecanismos de puntuación, y ambos canción generales y específicos para desbloquear nuevos retos avatares, ropa, y otros extras en el juego. Muchos de estos cambios se han añadido para hacer el juego una experiencia más social, permitiendo a los jugadores en una amplia gama de niveles de habilidad para poder jugar de forma cooperativa y competitiva entre sí tanto a nivel local y en línea.
Guitar Hero 5 contiene 85 canciones de 83 artistas, y al igual que los anteriores juegos de Guitar Hero, varios músicos con los trabajos en el juego han sido modelados a través de la captura de movimiento para los avatares en el juego, incluyendo: Johnny Cash, Carlos Santana, Kurt Cobain, Matt Bellamy , Shirley Manson. El juego continúa con el modo de estudio de música iniciado en el World Tour a través de GHTunes, y contenidos descargables adicionales para el juego estarán disponibles. La mayoría de los temas descargables existentes en el World Tour serán compatibles con Guitar Hero 5.
El modo de juego en Guitar Hero 5 es similar a los juegos anteriores de la serie. Uso de un dispositivo de juego especial, los jugadores intentará hacer coincidir las notas de desplazamiento, tal como aparecen en la pantalla a lo largo de una pista de nota para imitar la reproducción de la música rock y otras canciones. Golpear notas correctas en el tiempo con la música aumenta la puntuación del jugador y se basa su medidor de rendimiento, mientras que las notas que falta hará que el medidor a gota. Si la caída de un metro por debajo de un umbral determinado, la canción termina antes de tiempo con el jugador abucheado fuera del escenario por un público virtual. Señala correctamente consecutivos bateando construirá multiplicador de puntos del jugador. Especialmente las secciones señaladas de la canción, si se realiza correctamente, contribuyen a crear "Energía Estrella cuando pueden dar rienda suelta a través de una acción con el controlador para seguir el doble de la puntuación actual.. Los jugadores pueden jugar en grupos de hasta cuatro jugadores locales o remotos para formar una banda, de forma cooperativa jugar a través de una canción. Mientras que en World Tour, la banda sólo podía tener una de cada instrumento, Guitar Hero 5 permite a los jugadores tocar cualquier combinación de instrumentos, incluyendo los cuatro jugadores en el mismo instrumento, si así lo desean. [4] Mientras que tocar en una banda, la energía estrella es ahora un seguimiento por separado para cada jugador, en lugar de colectivamente por la banda como en el World Tour. La Energía Estrella ya no es compartida por la banda, y en lugar de seguimiento para cada jugador de una manera similar a Rock Band. [5] una mecánica de juego nuevo llamado "Band Moments" requerirá que todos los miembros de la banda para tocar las secciones de una canción de éxito para ganar premios, tanto en anotación y efectos visuales en la pantalla. [6] [7] El medidor de banda Revival aparecerá cuando un jugador falla de la canción, que requieren los demás integrantes de jugar bien como un grupo con el fin de llevar el jugador no pudo volver al juego. [7]
Contenido descargable en la World Tour será compatible con la visión de Guitar Hero 5; [4], el juego incorporará World Tour contenido descargable que el jugador puede tener en los modos de juego diferentes [8].

## Modos De Juego
Dos nuevos modos de juego se han anunciado para el juego.
Party Play Mode: Permite a los jugadores saltar a una banda o la abandonan, incluso en medio de una canción, y los instrumentos de cambio o los niveles de dificultad durante la reproducción.
Rockfest Mode: Puede ser jugado por cuatro u ocho jugadores nacionales en línea, con varios sub-modos que influyen en cómo se juega el juego y en la puntuación. Estas inclulyen:  
- Momentum: A partir de dificultad media, los jugadores pueden aumentar sus dificultades y conseguir más puntos por acertar veinte notas consecutivas, pero caerá de nuevo en crisis, si se pierden tres notas en una fila.

- Streakers: Se obtienen puntos por hacer "manchas", una serie de notas consecutivas, con el valor de seguir aumentando durante más uniforme.

- Perfeccionista: Para cada sección de una canción, los jugadores están clasificados por el porcentaje de notas correctas afectado, con el mejor jugador conseguir más puntos.

- Do or Die: Un jugador se ve obligado a esperar hasta que la siguiente sección si faltan tres notas en la sección actual de la canción.

- Eliminación: En ciertos puntos marcados en una canción (aproximadamente cada 30 segundos), el jugador de menor puntuación queda eliminado.

- Pro Face-Off: un modo estándar de puntuación de ataque, con la puntuación más alta gana

## Características
Los jugadores pueden crear una lista de reproducción en Rockfest y asignar un modo diferente a cada canción. Guitar Hero 5 permite a los jugadores para comenzar en el vestíbulo de banda, desde donde se puede iniciar en cualquiera de los modos del juego, añadir otros locales y remotos los jugadores a una partida, y cambiar entre los modos de juego sin tener que abandonar la partida o en el vestíbulo, un cambio significativo en la respuesta a los jugadores dificultades encontradas en World Tour.
Una característica adicional introducida en Guitar Hero 5 son los desafíos, incluidos aquellos vinculados a temas específicos y "concierto abierto" desafíos. Cada reto cuenta con tres niveles de realización posible de Oro, Platino y Diamante, imitando a la venta la grabación de música de certificación de los niveles - con el diamante es la más difícil de completar. La canción-a retos específicos, incluyen tanto instrumentos retos específicos, como la correcta vocalización de las repetidas "Fame" letra al final de David Bowie "Fame", como se mueve en el terreno de juego, y más general de puntuación o problemas de rendimiento. Abrir el concierto de los retos será elegido al azar presentado por los patrocinadores en el juego, y se basará en los aspectos de rendimiento, como anotar una cierta cantidad de puntos con "Star Power o utilizando la barra de golpe el controlador de guitarra de manera continua durante un período de tiempo. Estos permiten al jugador seleccionar cualquier canción al completo, con algunas canciones que potencialmente más adecuado para completar ese desafío. El proceso de estos desafíos se muestra en el juego por un metro de registro que aparece cuando el reto es activa y llena de manera similar al metro de puntuación global como el jugador completa con éxito hacia el reto. Los niveles de terminación superior, en particular, Diamond, solo puede obtenerse jugando la dificultad de expertos de una canción, pero los jugadores pueden utilizar la mitad de la dificultad característica canción de ajuste, y si tocar en una banda, todos los jugadores se otorgan para completar un desafío si uno de los miembros es capaz de hacerlo.
La recompensa de los retos que se utilizan para reemplazar la anterior, en recompensa de dinero del juego para la compra de equipos nuevos y los personajes en los anteriores juegos de Guitar Hero. Como señaló Bright, completando las canciones en Guitar Hero 5 dará a los jugadores una a nueve estrellas, hasta cinco estrellas para el rendimiento general, una sexta estrella para conseguir un perfecto funcionamiento, y hasta tres más por los desafíos. Estas serán utilizadas para desbloquear nuevos avatares, trajes, y otros contenidos adicionales para el juego.
La función Music Studio, que permite a los jugadores crear sus propias canciones y distribuir a través del servicio "GHTunes" la música también se mejorará. El servicio permite actualmente que las letras de las canciones hasta diez minutos, y hasta cincuenta canciones de una de usuario único que se cargan en el servicio. El modo de mezcla permite precisamente crear las canciones, e incluye la pre-definidos muestra las pistas que pueden ser modificados en una nota por nota como base deseada. El nuevo modo de Jam permite a los jugadores seleccionar uno de varios estándar preestablecido ritmos y luego jugar con él en los controladores de instrumento en un modo de forma libre, sin embargo, los jugadores pueden capturar cualquier segmento de esta música y moverlo a la mezcla el modo de compilar una canción. Letras de las canciones de usuario están a continuación, cargados y descargados a través de la modalidad de la Tunes Music Studio. Mientras que las canciones que violen los derechos de autor aún se retirarán del servicio, Neversoft será menos agresiva sobre esto y se basan más en comentarios de los usuarios sobre estas cuestiones.
Avatares de músicos famosos que parte del juego, la realización de las canciones de ese artista y disponibles como personajes desbloqueables. Johnny Cash ha sido confirmado como personaje jugable. Artista Johnny Cash Tribute Terry Lee Goffee ha facilitado la captura de movimiento para su carácter. Carlos Santana se ha confirmado también que en el juego, muy probablemente como personaje jugable. Shirley Manson de Garbage ha sido confirmado para estar en el juego, a través de un video de IGN. Matt Bellamy de Muse también será un avatar jugar en el juego. Además estará presente el fallecido líder de Nirvana, Kurt Cobain, tocando sus clásicos Smells Like Teen Spirit y Lithium. Si bien el creador de caracteres estándar estará disponible para todas las versiones del juego, la versión para Xbox 360 permitirá a los jugadores importar su Avatar de Xbox Live en el juego.
La versión para Wii del juego, desarrollado por Vicarious Visions, será "La función de la paridad total" con la Xbox 360 y PlayStation 3 versiones, incluyendo soporte para hasta ocho jugadores en línea, posiblemente cada uno en su propia consola. Guitar Hero 5 será el primer juego de Wii soporta tarjetas SD de alta capacidad, lo que permite a cerca de 800 canciones que se almacenan en una tarjeta de 32 GB. Mientras que comienzan los juegos Guitar Hero de Wii permitirá a los jugadores para comprar contenidos descargables de una en una tiempo, Guitar Hero 5 incluirá la posibilidad de descargar álbumes completos y paquetes de canciones. Los jugadores también podrán gestionar el contenido de sus tarjetas de memoria Wii a través de la interfaz del juego. El juego no requieren que los jugadores entran en juego los códigos específicos de Amigos, sino que usará el libro Wii global de direcciones para localizar amigos. El "Mii Freestyle" modo, introdujo en World Tour, también estarán presentes, y con los cambios para hacer frente a algunos de los temas con menos jugadores habilidosos tratando de jugar bien juntos. Un "Guitar Hero Nintendo ecosistema" se introducirá en el Guitar Hero 5, dejando la versión de Wii comunicarse con la Nintendo DS, incluyendo un director de escena / editor de vídeo SD función controladora, en relación con el modo Mii Freestyle, y un nuevo modo de juego llamado " Roadie batalla ". En Roadie Batalla, cuatro jugadores juegan en dos equipos, cada equipo como un jugador realiza en un instrumento a través de la Wii, mientras que el otro utiliza un DS para conectarse a la Wii y actuar como roadie. Durante el juego, los jugadores roadie intento de sabotear el otro equipo, completando minijuegos de la Nintendo DS que afectan el desempeño de música del otro equipo de una manera similar a la batalla Guitar Hero III Mode. Estos solo pueden ser aprobados por el jugador DS que desempeñe otro minijuego.

## Propiedades exclusivas de la Xbox 360 y Wii
En la Wii: "Roadie Battle", mientras 2 jugadores en el Wii tocan la canción compitiendo uno contra otro, otros dos en la Nintendo DS que se supone que son los "Roadies", estos deben tirar poderes para hacer que el otro jugador de la Wii pierda, similar a "Guerra" en Guitar Hero III, solo que los que tiran castigos son los que están en la Nintendo DS.
Además, el contenido descargable de la Wii al fin podrá comprarse por "packs" (grupo de canciones, de 3 a 6) o discos completos y no individualmente. Además, 152 de las 158 canciones descargables de Guitar Hero World Tour serán compatibles.
En la Xbox 360: los usuarios de Xbox Live podrán usar sus avatares de Xbox Live para tocar canciones.
El ejemplo:
http://www.youtube.com/watch?v=7yZmI3CBSj8
Juego de cuatro jugadores donde los cuatro están jugando el mismo instrumento en tres diferentes dificultades.
El modo Party Play se inspira en reconocer que en los pasados Guitar Hero se hizo difícil jugar sin necesidad de maniobrar a través de una serie de menús y las pantallas de selección. La nueva entrega fue diseñada para ser utilizado en reuniones sociales, y se adaptó para utilizar cualquier instrumento de los que ya están disponibles actualmente, lo que permite varias combinaciones más allá del estándar de bandas de cuatro personas. [7]
Un nuevo control en forma de guitarra se desarrolla para Guitar Hero 5, se vende con paquetes con el juego aunque la opción para las versiones simples no se ha determinado todavía. Al igual que otros controladores de Guitar Hero, la guitarra dispone de cinco botones con forma de traste de color en el cuello de la guitarra, una barra de rasgueo para imitar el acto de rasgueo, el vibrato para modificar la afinación de una nota, y botones adicionales específicos de la consola XBOX 360 para maniobrar a través de los menús del juego. El control es sobre todo un rediseño del modelo de World Tour con un acabado de color rojo e incluye el nuevo touchpad que está más arriba del cuello del controlador, permitiendo al jugador jugar notas a través de intervención de teléfonos o deslizarse a lo largo de su superficie especialmente marcado en las secciones la pista de la nota. Guitar Hero Unidad de 5 con un touchpad más preciso y sensible, debido a que está realizando el seguimiento de forma digital y con el añadido respuestas táctiles, una barra de rasgueo más precisa, y un fin controlador que hará que sea más fácil de manejar con las manos sudorosas. [25] Guitar Hero 5 de batería también se mantiene un diseño similar a la presentada en World Tour, con tres colores eléctricos baterías electrónicas que actúan como trampas y los toms, dos pastillas de elevación que actúan como platillos y un pedal de bombo. La nueva unidad aparece más cerca de la batería en Rock Band, con pads de platillos redondos en vez de en forma de cuña de unidades, y los medios de fijación del pedal de bombo contra el tambor marco kit [26].

## Promoción
Como parte de la promoción de principios del juego, un concurso de búsqueda del tesoro fue anunciado en la última semana de mayo de 2009. Los jugadores tendrían que buscar artículos sobre juegos específicos relacionados con sitios para encontrar información sobre las bandas que van a estar en Guitar Hero 5, y luego entrar en esos grupos en el sitio web oficial del juego para tener la oportunidad de ganar una serie de entradas para conciertos en sus área. A través de esta promoción, un gran número de artistas en la lista de pistas final se reveló [27].
Un video viral de finales de julio de 2009 anunció el último puñado de canciones para el juego presenta cuatro mujeres desnudas caminando por una calle pública, con el negro censurar bares para cubrir sus cuerpos, pero también se utiliza para anunciar los nombres de las canciones. [28] El vídeo atrajo la ira de Bill O'Reilly, llamando al vídeo "vergüenza" y los modelos como "cabeza de un alfiler". [29] [30]
Por un tiempo limitado, los jugadores que han comprado Guitar Hero 5 se podrá canjear un código con el juego para recibir una copia gratuita de Guitar Hero: Van Halen antes de su lanzamiento al por menor [31].

## Lista de canciones
Canciones de 83 músicos estarán en el disco de juego. Temas de artistas representarán a sus "videos-video debut en el ritmo del game". [8] Brian Bright, director de proyecto para el juego, ha pedido la lista de pistas "fresco", con el 25% de las canciones lanzadas en los últimos 18 meses, y más de 0.20% a partir de la década actual. [9] A diferencia de versiones anteriores de la serie Guitar Hero, donde los jugadores deben trabajar a través de un modo de carrera para desbloquear todas las canciones en el juego, todas las canciones de Guitar Hero 5 estará desbloqueado y disponible para jugar en cualquier modo desde el principio, [32] similar a Guitar Hero: Metallica. Además, 152 de los actuales 158 canciones descargables para Guitar Hero World Tour será compatible con la visión de Guitar Hero 5; el contenido existente se actualiza automáticamente para incluir todas las nuevas características de Guitar Hero 5, [4] [1] [33 ] Además, algunas canciones de los Guitar Hero II hacked edition y Guitar Hero III serán transferibles a Guitar Hero 2 para una pequeña cuota, actualizado para incluir nuevos Guitar Hero 5 características, y serán tratados como contenido descargable para el juego. [ 33] Todas las canciones transferidas también trabajará en la próxima Hero Band. [33] El proceso de transferencia requiere que el jugador introduzca un código único de la gira mundial o Smash Hits manual para acceder a la capacidad de volver a descargar todas las canciones disponibles en envases (en la Xbox 360 o PlayStation 3) o canciones individuales (en el Wii) que han sido actualizados para incluir las nuevas características. Los jugadores de la Xbox 360 o PlayStation 3 puede eliminar canciones individuales después de descargar el paquete. [34] [35] Las canciones que no serán transferibles se deben a problemas de licencia, y no debido a problemas técnicos, según el director Brian Bright. [36] Tim Riley, jefe de licencias de música en Activision, declaró que seguirá buscando las licencias para más canciones para ser exportados a Guitar Hero 5, pero no podemos garantizar que estas canciones se autoricen para el futuro de los juegos Guitar Hero [33].
Bright señaló que previamente, que "Under Pressure" de Queen y David Bowie, siempre fue una canción que querían en Guitar Hero, pero no podían encontrar los Másteres que ya existían. Sin embargo, para Guitar Hero 5, los másteres han aparecido por arte de magia " y será parte del tracklist del juego [36].
Las canciones de Guitar Hero 5 de lista de pistas se enumeran a continuación.
| Año  | Canción                                 | Artista                           | Escenario           | Exportable? |
| ---- | --------------------------------------- | --------------------------------- | ------------------- | ----------- |
| 1983 | "2 Minutes to Midnight"                 | Iron Maiden                       | The Golden Gate     | No          |
| 1973 | "20th Century Boy"                      | T. Rex                            | Neon Oasis          | Sí          |
| 1969 | "21st Century Schizoid Man"             | King Crimson                      | Hypersphere         | Sí          |
| 2008 | "A-Punk"                                | Vampire Weekend                   | Neon Oasis          | Sí          |
| 1967 | "All Along the Watchtower"              | Bob Dylan                         | The 13th Rail       | No          |
| 2006 | "All the Pretty Faces"                  | The Killers                       | Guitarhenge         | Sí          |
| 1976 | "American Girl"                         | Tom Petty & The Heartbreakers     | The Golden Gate     | No          |
| 2009 | "Back Round"                            | Wolfmother                        | Cairo Bazaar        | Sí          |
| 2001 | "Bleed American"                        | Jimmy Eat World                   | The Aqueduct        | Sí          |
| 2008 | "Blue Day"                              | Darker My Love                    | Club Boson          | Sí          |
| 2005 | "Blue Orchid"                           | The White Stripes                 | Club Boson          | Sí          |
| 2007 | "Brianstorm"                            | Arctic Monkeys                    | The Golden Gate     | Sí          |
| 2009 | "Bring the Noise 20XX"                  | Public Enemy featuring Zakk Wylde | Neon Oasis          | Sí          |
| 1995 | "Bullet with Butterfly Wings"           | The Smashing Pumpkins             | Electric Honky Tonk | Sí          |
| 2007 | "Cigarettes, Wedding Bands"             | Band of Horses                    | Sideshow            | Sí          |
| 1994 | "Comedown"                              | Bush                              | Angel's Crypt       | Sí          |
| 1982 | "Dancing with Myself"                   | Billy Idol                        | Angel's Crypt       | No          |
| 2002 | "Deadbolt"                              | Thrice                            | The Golden Gate     | Sí          |
| 2007 | "Demon(s)"                              | Darkest Hour                      | Fjord of Swords     | Sí          |
| 1995 | "Disconnected"                          | Face to Face                      | Electric Honky Tonk | Sí          |
| 2008 | "Done with Everything, Die for Nothing" | Children of Bodom                 | Fjord of Swords     | Sí          |
| 1976 | "Do You Feel Like We Do?" (Live)        | Peter Frampton                    | Fjord of Swords     | Sí          |
| 1997 | "Du Hast"                               | Rammstein                         | Neon Oasis          | No          |
| 2000 | "Ex-Girlfriend"                         | No Doubt                          | Sideshow            | Sí          |
| 1975 | "Fame"                                  | David Bowie                       | Sideshow            | No          |
| 2005 | "Feel Good Inc."                        | Gorillaz                          | The 13th Rail       | No          |
| 2008 | "Gamma Ray"                             | Beck                              | The 13th Rail       | Sí          |
| 1992 | "Gratitude"                             | Beastie Boys                      | Club Boson          | Sí          |
| 1982 | "Hungry Like the Wolf"                  | Duran Duran                       | The Aqueduct        | Sí          |
| 1982 | "Hurts So Good"                         | John Mellencamp                   | Club Boson          | Sí          |
| 2002 | "In My Place"                           | Coldplay                          | The 13th Rail       | Sí          |
| 2006 | "Incinerate"                            | Sonic Youth                       | Calavera Square     | No          |
| 1996 | "In the Meantime"                       | Spacehog                          | O'Connell's Corner  | Sí          |
| 1976 | "Jailbreak"                             | Thin Lizzy                        | The Aqueduct        | Sí          |
| 2000 | "Judith"                                | A Perfect Circle                  | The Golden Gate     | Sí          |
| 2000 | "Kryptonite"                            | 3 Doors Down                      | Angel's Crypt       | Sí          |
| 2000 | "L.A."                                  | Elliott Smith                     | O'Connell's Corner  | Sí          |
| 1992 | "Lithium" (Live)                        | Nirvana                           | Guitarhenge         | Sí          |
| 1981 | "Lonely Is the Night"                   | Billy Squier                      | Guitarhenge         | Sí          |
| 1983 | "Looks That Kill"                       | Mötley Crüe                       | The Aqueduct        | Sí          |
| 1993 | "Lust for Life" (Live)                  | Iggy Pop                          | Fjord of Swords     | Sí          |
| 2008 | "Maiden, Mother & Crone"                | The Sword                         | Calavera Square     | Sí          |
| 2007 | "Make It wit Chu"                       | Queens of the Stone Age           | O'Connell's Corner  | Sí          |
| 2009 | "Medicate"                              | AFI                               | Cairo Bazaar        | Sí          |
| 2008 | "Mirror People"                         | Love and Rockets                  | Angel's Crypt       | Sí          |
| 1992 | "Nearly Lost You"                       | Screaming Trees                   | Guitarhenge         | No          |
| 2008 | "Never Miss a Beat"                     | Kaiser Chiefs                     | Angel's Crypt       | Sí          |
| 1993 | "No One to Depend On" (Live)            | Santana                           | Calavera Square     | Sí          |
| 2003 | "One Big Holiday"                       | My Morning Jacket                 | Electric Honky Tonk | Sí          |
| 1995 | "Only Happy When It Rains"              | Garbage                           | Club Boson          | Sí          |
| 1976 | "Play That Funky Music"                 | Wild Cherry                       | Sideshow            | No          |
| 2001 | "Plug In Baby"                          | Muse                              | O'Connell's Corner  | No          |
| 1987 | "Ring of Fire"                          | Johnny Cash                       | Electric Honky Tonk | Sí          |
| 2001 | "The Rock Show"                         | Blink-182                         | The Aqueduct        | Sí          |
| 1989 | "Runnin' Down a Dream"                  | Tom Petty                         | Calavera Square     | No          |
| 1973 | "Saturday Night's Alright for Fighting" | Elton John                        | Cairo Bazaar        | Sí          |
| 2008 | "Scatterbrain" (Live)                   | Jeff Beck                         | Fjord of Swords     | Sí          |
| 2008 | "Send a Little Love Token"              | The Duke Spirit                   | Angel's Crypt       | Sí          |
| 1994 | "Seven"                                 | Sunny Day Real Estate             | Neon Oasis          | Sí          |
| 2008 | "Sex on Fire"                           | Kings of Leon                     | Sideshow            | No          |
| 2007 | "Shout It Out Loud"                     | Kiss                              | Angel's Crypt       | Sí          |
| 2008 | "Six Days a Week"                       | The Bronx                         | The Golden Gate     | Sí          |
| 1991 | "Smells Like Teen Spirit"               | Nirvana                           | Guitarhenge         | Sí          |
| 2008 | "Sneak Out"                             | Rose Hill Drive                   | Cairo Bazaar        | Sí          |
| 1978 | "So Lonely"                             | The Police                        | Calavera Square     | Sí          |
| 1997 | "Song 2"                                | Blur                              | The 13th Rail       | Sí          |
| 2006 | "Sowing Season(Yeah)"                   | Brand New                         | Club Boson          | Sí          |
| 1980 | "The Spirit of Radio" (Live)            | Rush                              | Fjord of Swords     | Sí          |
| 2006 | "Steady, As She Goes"                   | The Raconteurs                    | Club Boson          | Sí          |
| 2006 | "Streamline Woman"                      | Gov't Mule                        | Cairo Bazaar        | Sí          |
| 1978 | "Sultans of Swing"                      | Dire Straits                      | O'Connell's Corner  | Sí          |
| 1972 | "Superstition"                          | Stevie Wonder                     | O'Connell's Corner  | Sí          |
| 1992 | "Sweating Bullets"                      | Megadeth                          | Fjord of Swords     | Sí          |
| 1968 | "Sympathy for the Devil"                | The Rolling Stones                | The 13th Rail       | Sí          |
| 2008 | "They Say"                              | Scars on Broadway                 | The 13th Rail       | Sí          |
| 1982 | "Under Pressure"                        | Queen and David Bowie             | Sideshow            | No          |
| 2008 | "Wannabe in L.A."                       | Eagles of Death Metal             | Guitarhenge         | Sí          |
| 1973 | "We're an American Band"                | Grand Funk Railroad               | Electric Honky Tonk | Sí          |
| 1996 | "What I Got"                            | Sublime                           | Neon Oasis          | Sí          |
| 1996 | "Why Bother?"                           | Weezer                            | The Aqueduct        | No          |
| 2006 | "Wolf Like Me"                          | TV on the Radio                   | Calavera Square     | Sí          |
| 1999 | "Woman From Tokyo" ('99 Remix)          | Deep Purple                       | Sideshow            | Sí          |
| 2008 | "You and Me"                            | Attack! Attack!                   | O'Connell's Corner  | Sí          |
| 1986 | "You Give Love a Bad Name"              | Bon Jovi                          | O'Connell's Corner  | Sí          |
| 1998 | "Younk Funk"                            | The Derek Trucks Band             | Cairo Bazaar        | Sí          |

## Exportar canciones
La gente podrá exportar la lista de canciones de Guitar Hero World Tour y Smash Hits por un pequeño precio, también se podrán exportar a Band Hero, solo se debe escribir un código impreso en el manual de Guitar Hero Smash Hits y Guitar Hero World Tour.
en esta página están listadas las canciones exportables de Guitar Hero: World Tour y Guitar Hero: Smash Hits
http://es.wikipedia.org/wiki/Anexo:Canciones_importables_de_Guitar_Hero
Precio por exportar todas las canciones del Guitar Hero: World Tour (Xbox 360 live): 280 Microsoft Points.                             
Precio por exportar todas las canciones del Guitar Hero: Smash Hits(Xbox 360 live): 240 Microsoft Points.                             
Precio por exportar todas las canciones del Band Hero (Xbox 360 live): 400 Microsoft Points.                                          
Precio por exportar todas las canciones del Guitar Hero: 5 (Xbox 360 live): 480 Microsoft Points.

## Contenido descargable
Guitar Hero 5 permite descargar canciones en línea, cada una cuesta 160 Microsoft Points (Xbox 360), $1.99 dólares (PlayStation 3) o 200 Wii Points (Wii). Los packs cuestan 440MSP (Xbox 360) y $4.50, 152 de las 158 disponibles para descargar en Guitar Hero World Tour también son descargables en Guitar Hero 5 y Band Hero.
| Año  | Canción                                        | Artista                      | Pack                                         | Género           | Fecha                    |
| ---- | ---------------------------------------------- | ---------------------------- | -------------------------------------------- | ---------------- | ------------------------ |
| 1969 | "Prodigal Son" (Live)                          | The Rolling Stones           | The Rolling Stones Live Track Pack           | Rock             | 3 de septiembre de 2009  |
| 1969 | "You Gotta Move" (Live)                        | The Rolling Stones           | The Rolling Stones Live Track Pack           | Rock             | 3 de septiembre de 2009  |
| 1969 | "Under My Thumb" (Live)                        | The Rolling Stones           | The Rolling Stones Live Track Pack           | Rock             | 3 de septiembre de 2009  |
| 1969 | "I'm Free" (Live)                              | The Rolling Stones           | The Rolling Stones Live Track Pack           | Rock             | 3 de septiembre de 2009  |
| 1969 | "(I Can't Get No) Satisfaction" (Live)         | The Rolling Stones           | The Rolling Stones Live Track Pack           | Rock             | 3 de septiembre de 2009  |
| 2009 | "100 Little Curses"                            | Street Sweeper Social Club   | Street Sweeper Social Club Track Pack        | Rock             | 10 de septiembre de 2009 |
| 2009 | "Fight! Smash! Win!"                           | Street Sweeper Social Club   | Street Sweeper Social Club Track Pack        | Rock             | 10 de septiembre de 2009 |
| 2009 | "Somewhere in the World It's Midnight"         | Street Sweeper Social Club   | Street Sweeper Social Club Track Pack        | Rock             | 10 de septiembre de 2009 |
| 2009 | "Beautiful Thieves"                            | AFI                          | AFI Track Pack                               | Pop Punk         | 17 de septiembre de 2009 |
| 2003 | "Girl's Not Grey"                              | AFI                          | AFI Track Pack                               | Pop Punk         | 17 de septiembre de 2009 |
| 2006 | "The Missing Frame"                            | AFI                          | AFI Track Pack                               | Pop Punk         | 17 de septiembre de 2009 |
| 2005 | "Munich"                                       | Editors                      | Yeah Yeah Yeahs/The Faint/Editors Track Pack | Rock             | 24 de septiembre de 2009 |
| 2008 | "The Geeks Were Right"                         | The Faint                    | Yeah Yeah Yeahs/The Faint/Editors Track Pack | Rock             | 24 de septiembre de 2009 |
| 2009 | "Dull Life"                                    | Yeah Yeah Yeahs              | Yeah Yeah Yeahs/The Faint/Editors Track Pack | Rock             | 24 de septiembre de 2009 |
| 1998 | "Mexicola"                                     | Queens of the Stone Age      | Queens of the Stone Age Track Pack           | Rock             | 1 de octubre de 2009     |
| 1998 | "Avon"                                         | Queens of the Stone Age      | Queens of the Stone Age Track Pack           | Rock             | 1 de octubre de 2009     |
| 1998 | "How to Handle a Rope"                         | Queens of the Stone Age      | Queens of the Stone Age Track Pack           | Rock             | 1 de octubre de 2009     |
| 1981 | "The Stroke"                                   | Billy Squier                 | Billy Squier Track Pack                      | Rock             | 8 de octubre de 2009     |
| 1982 | "Everybody Wants You"                          | Billy Squier                 | Billy Squier Track Pack                      | Rock             | 8 de octubre de 2009     |
| 2009 | "When She Comes to Me"                         | Billy Squier                 | Billy Squier Track Pack                      | Rock             | 8 de octubre de 2009     |
| 2009 | "Pilgrim"                                      | Wolfmother                   | Wolfmother Track Pack                        | Alternative      | 15 de octubre de 2009    |
| 2009 | "California Queen"                             | Wolfmother                   | Wolfmother Track Pack                        | Alternative      | 15 de octubre de 2009    |
| 2009 | "Cosmic Egg"                                   | Wolfmother                   | Wolfmother Track Pack                        | Alternative      | 15 de octubre de 2009    |
| 1981 | "Freeze Frame"                                 | The J. Geils Band            | Classic Rock 2 Track Pack                    | Classic Rock     | 22 de octubre de 2009    |
| 1975 | "Show Me the Way" (Live)                       | Peter Frampton               | Classic Rock 2 Track Pack                    | Classic Rock     | 22 de octubre de 2009    |
| 1979 | "Lay It on the Line"                           | Triumph                      | Classic Rock 2 Track Pack                    | Classic Rock     | 22 de octubre de 2009    |
| 1992 | "Gor-Gor"                                      | GWAR                         | All Hallows' Eve Track Pack                  | Metal            | 29 de octubre de 2009    |
| 1996 | "The Beautiful People"                         | Marilyn Manson               | All Hallows' Eve Track Pack                  | Industrial       | 29 de octubre de 2009    |
| 1982 | "Astro Zombies"                                | Misfits                      | All Hallows' Eve Track Pack                  | Punk             | 29 de octubre de 2009    |
| 1998 | "Fly Away"                                     | Lenny Kravitz                | Lenny Kravitz Track Pack                     | Rock             | 12 de noviembre de 2009  |
| 2004 | "Lady"                                         | Lenny Kravitz                | Lenny Kravitz Track Pack                     | Pop Rock         | 12 de noviembre de 2009  |
| 1989 | "Let Love Rule"                                | Lenny Kravitz                | Lenny Kravitz Track Pack                     | Rock             | 12 de noviembre de 2009  |
| 1979 | "I Was Made for Lovin' You"                    | Kiss                         | Kiss Track Pack                              | Classic Rock     | 19 de noviembre de 2009  |
| 1983 | "Lick It Up"                                   | Kiss                         | Kiss Track Pack                              | Classic Rock     | 19 de noviembre de 2009  |
| 2009 | "Modern Day Delilah"                           | Kiss                         | Kiss Track Pack                              | Classic Rock     | 19 de noviembre de 2009  |
| 2006 | "Lemon Frosting"                               | Bunny Knutson                | Neversoft Thanks the Fans Track Pack         | Rock             | 24 de noviembre de 2009  |
| 2009 | "RockNRola"                                    | Nancy Fullforce              | Neversoft Thanks the Fans Track Pack         | Rock             | 24 de noviembre de 2009  |
| 2009 | "From the Blue/Point of No Return/T.T.R.T.S"   | An Endless Sporadic          | Neversoft Thanks the Fans Track Pack         | Progressive Rock | 24 de noviembre de 2009  |
| 2009 | "Love Holds It Down"                           | Dom Liberati                 | Neversoft Thanks the Fans Track Pack         | Rock             | 24 de noviembre de 2009  |
| 2009 | "You Really Like Me"                           | Davidicus                    | Neversoft Thanks the Fans Track Pack         | Rock             | 24 de noviembre de 2009  |
| 2009 | "Guilty Pleasures"                             | Tony Solis                   | Neversoft Thanks the Fans Track Pack         | Progressive Rock | 24 de noviembre de 2009  |
| 2009 | "Panic Attack!"                                | The Fall of Troy             | The Fall of Troy Track Pack                  | Alternative      | 3 de diciembre de 2009   |
| 2009 | "A Classic Case of Transference"               | The Fall of Troy             | The Fall of Troy Track Pack                  | Alternative      | 3 de diciembre de 2009   |
| 2009 | "Single"                                       | The Fall of Troy             | The Fall of Troy Track Pack                  | Alternative      | 3 de diciembre de 2009   |
| 2009 | "All the Right Moves"                          | OneRepublic                  | OneRepublic Track Pack                       | Pop Rock         | 10 de diciembre de 2009  |
| 2009 | "Everybody Loves Me"                           | OneRepublic                  | OneRepublic Track Pack                       | Pop Rock         | 10 de diciembre de 2009  |
| 2007 | "Mercy"                                        | OneRepublic                  | OneRepublic Track Pack                       | Pop Rock         | 10 de diciembre de 2009  |
| 2003 | "Hi-Speed Soul"                                | Nada Surf                    | Indie Rock Track Pack                        | Rock             | 17 de diciembre de 2009  |
| 1994 | "Cut Your Hair"                                | Pavement                     | Indie Rock Track Pack                        | Rock             | 17 de diciembre de 2009  |
| 2005 | "Sister Jack"                                  | Spoon                        | Indie Rock Track Pack                        | Rock             | 17 de diciembre de 2009  |
| 2008 | "Hark! The Herald Angels Sing"                 | Steve Ouimette               | Single                                       | Rock             | 22 de diciembre de 2009  |
| 2006 | "Our Song"                                     | Taylor Swift                 | Celebrity New Years Rock Track Pack          | Country          | 22 de diciembre de 2009  |
| 2002 | "Harder to Breathe"                            | Maroon 5                     | Celebrity New Years Rock Track Pack          | Pop Rock         | 22 de diciembre de 2009  |
| 2000 | "New"                                          | No Doubt                     | Celebrity New Years Rock Track Pack          | Pop Rock         | 22 de diciembre de 2009  |
| 2009 | "Lonesome Road Blues"                          | Joe Bonamassa                | New Blues Masters Track Pack                 | Blues            | 7 de enero de 2010       |
| 2009 | "Who I Am"                                     | Tyler Bryant                 | New Blues Masters Track Pack                 | Blues            | 7 de enero de 2010       |
| 2009 | "Broken Man"                                   | Scott McKeon                 | New Blues Masters Track Pack                 | Blues            | 7 de enero de 2010       |
| 2010 | "Holiday"                                      | Vampire Weekend              | Vampire Weekend Track Pack                   | Alternative      | 14 de enero de 2010      |
| 2008 | "The Kids Don't Stand a Chance"                | Vampire Weekend              | Vampire Weekend Track Pack                   | Alternative      | 14 de enero de 2010      |
| 2010 | "Cousins"                                      | Vampire Weekend              | Vampire Weekend Track Pack                   | Alternative      | 14 de enero de 2010      |
| 2009 | "Laser Cannon Deth Sentence"                   | Dethklok                     | Metal Track Pack                             | Death Metal      | 21 de enero de 2010      |
| 2009 | "Still I Rise"                                 | Shadows Fall                 | Metal Track Pack                             | Metal            | 21 de enero de 2010      |
| 2009 | "Twilight of the Thunder God"                  | Amon Amarth                  | Metal Track Pack                             | Death Metal      | 21 de enero de 2010      |
| 1970 | "Travelin' Band"                               | Creedence Clearwater Revival | Creedence Clearwater Revival Track Pack      | Classic Rock     | 28 de enero de 2010      |
| 1969 | "Bad Moon Rising"                              | Creedence Clearwater Revival | Creedence Clearwater Revival Track Pack      | Classic Rock     | 28 de enero de 2010      |
| 1969 | "Proud Mary"                                   | Creedence Clearwater Revival | Creedence Clearwater Revival Track Pack      | Classic Rock     | 28 de enero de 2010      |
| 2005 | "Attack"                                       | 30 Seconds to Mars           | 30 Seconds to Mars Track Pack                | Pop Rock         | 4 de febrero de 2010     |
| 2005 | "From Yesterday"                               | 30 Seconds to Mars           | 30 Seconds to Mars Track Pack                | Pop Rock         | 4 de febrero de 2010     |
| 2009 | "Kings and Queens"                             | 30 Seconds to Mars           | 30 Seconds to Mars Track Pack                | Pop Rock         | 4 de febrero de 2010     |
| 2004 | "Sooner or Later"                              | Breaking Benjamin            | Breaking Benjamin Track Pack                 | Alternative      | 11 de febrero de 2010    |
| 2006 | "Until the End"                                | Breaking Benjamin            | Breaking Benjamin Track Pack                 | Alternative      | 11 de febrero de 2010    |
| 2009 | "Give Me a Sign"                               | Breaking Benjamin            | Breaking Benjamin Track Pack                 | Alternative      | 11 de febrero de 2010    |
| 2009 | "Can You Take Me"                              | Third Eye Blind              | Third Eye Blind Track Pack                   | Alternative      | 25 de febrero de 2010    |
| 1997 | "Losing a Whole Year"                          | Third Eye Blind              | Third Eye Blind Track Pack                   | Alternative      | 25 de febrero de 2010    |
| 1999 | "Never Let You Go"                             | Third Eye Blind              | Third Eye Blind Track Pack                   | Alternative      | 25 de febrero de 2010    |
| 2001 | "First Date"                                   | Blink-182                    | Blink-182 Track Pack                         | Pop Punk         | 4 de marzo de 2010       |
| 1999 | "All the Small Things"                         | Blink-182                    | Blink-182 Track Pack                         | Pop Punk         | 4 de marzo de 2010       |
| 1999 | "Adam's Song"                                  | Blink-182                    | Blink-182 Track Pack                         | Pop Punk         | 4 de marzo de 2010       |
| 2005 | "Here It Goes Again"                           | OK Go                        | OK Go Track Pack                             | Pop Rock         | 11 de marzo de 2010      |
| 2005 | "Do What You Want"                             | OK Go                        | OK Go Track Pack                             | Pop Rock         | 11 de marzo de 2010      |
| 2002 | "Get Over It"                                  | OK Go                        | OK Go Track Pack                             | Pop Rock         | 11 de marzo de 2010      |
| 2008 | "Requiem for a Dying Song"                     | Flogging Molly               | Flogging Molly Track Pack                    | Punk             | 18 de marzo de 2010      |
| 2008 | "(No More) Paddy's Lament"                     | Flogging Molly               | Flogging Molly Track Pack                    | Punk             | 18 de marzo de 2010      |
| 2004 | "The Seven Deadly Sins"                        | Flogging Molly               | Flogging Molly Track Pack                    | Punk             | 18 de marzo de 2010      |
| 1987 | "Girls, Girls, Girls"                          | Mötley Crüe                  | 80's Track Pack                              | Metal            | 25 de marzo de 2010      |
| 1981 | "We Got the Beat"                              | The Go-Go's                  | 80's Track Pack                              | Pop Rock         | 25 de marzo de 2010      |
| 1983 | "Sister Christian"                             | Night Ranger                 | 80's Track Pack                              | Rock             | 25 de marzo de 2010      |
| 1973 | "Free Bird"                                    | Lynyrd Skynyrd               | Lynyrd Skynyrd Track Pack                    | Southern Rock    | 1 de abril de 2010       |
| 1973 | "Simple Man"                                   | Lynyrd Skynyrd               | Lynyrd Skynyrd Track Pack                    | Southern Rock    | 1 de abril de 2010       |
| 1973 | "Gimme Three Steps"                            | Lynyrd Skynyrd               | Lynyrd Skynyrd Track Pack                    | Southern Rock    | 1 de abril de 2010       |
| 2007 | "Thnks fr th Mmrs"                             | Fall Out Boy                 | Fall Out Boy Track Pack                      | Pop Rock         | 8 de abril de 2010       |
| 2007 | "This Ain't a Scene, It's an Arms Race"        | Fall Out Boy                 | Fall Out Boy Track Pack                      | Pop Rock         | 8 de abril de 2010       |
| 2007 | "The Take Over, the Breaks Over"               | Fall Out Boy                 | Fall Out Boy Track Pack                      | Pop Rock         | 8 de abril de 2010       |
| 2008 | "Gives You Hell"                               | The All-American Rejects     | Mixed Singles 1                              | Pop Rock         | 15 de abril de 2010      |
| 1991 | "There's No Other Way"                         | Blur                         | Mixed Singles 1                              | Alternative      | 15 de abril de 2010      |
| 2008 | "Addicted"                                     | Saving Abel                  | Mixed Singles 1                              | Rock             | 15 de abril de 2010      |
| 2005 | "Everything Is Everything"                     | Phoenix                      | Phoenix Track Pack                           | Alternative      | 22 de abril de 2010      |
| 2009 | "1901"                                         | Phoenix                      | Phoenix Track Pack                           | Alternative      | 22 de abril de 2010      |
| 2009 | "Lisztomania"                                  | Phoenix                      | Phoenix Track Pack                           | Alternative      | 22 de abril de 2010      |
| 1971 | "After Forever"                                | Black Sabbath                | Black Sabbath Track Pack                     | Metal            | 29 de abril de 2010      |
| 1971 | "Into the Void"                                | Black Sabbath                | Black Sabbath Track Pack                     | Metal            | 29 de abril de 2010      |
| 1971 | "Sweet Leaf"                                   | Black Sabbath                | Black Sabbath Track Pack                     | Metal            | 29 de abril de 2010      |
| 1981 | "Juke Box Hero"                                | Foreigner                    | Classic Rock 3 Track Pack                    | Classic Rock     | 6 de mayo de 2010        |
| 1976 | "Sweet Home Alabama" (Live)                    | Lynyrd Skynyrd               | Classic Rock 3 Track Pack                    | Southern Rock    | 6 de mayo de 2010        |
| 1976 | "Take the Money and Run"                       | Steve Miller Band            | Classic Rock 3 Track Pack                    | Classic Rock     | 6 de mayo de 2010        |
| 2010 | "Face Down"                                    | Alpha Rev                    | Alternative Pop Track Pack                   | Alternative      | 11 de mayo de 2010       |
| 2009 | "Low Day"                                      | Capra                        | Alternative Pop Track Pack                   | Pop Rock         | 11 de mayo de 2010       |
| 2006 | "You're All I Have"                            | Snow Patrol                  | Alternative Pop Track Pack                   | Alternative      | 11 de mayo de 2010       |
| 1993 | "Livin' on the Edge"                           | Aerosmith                    | Aerosmith Track Pack                         | TBA              | 18 de mayo de 2010       |
| 1989 | "Love in an Elevator"                          | Aerosmith                    | Aerosmith Track Pack                         | TBA              | 18 de mayo de 2010       |
| 1987 | "Rag Doll"                                     | Aerosmith                    | Aerosmith Track Pack                         | TBA              | 18 de mayo de 2010       |
| 2008 | "7 Things"                                     | Miley Cyrus                  | Band Hero Track Pack                         | Pop              | 18 de mayo de 2010       |
| 2009 | "Here We Go Again"                             | Demi Lovato                  | Band Hero Track Pack                         | Pop              | 18 de mayo de 2010       |
| 2009 | "Falling Down"                                 | Selena Gomez & the Scene     | Band Hero Track Pack                         | Pop              | 18 de mayo de 2010       |
| 2010 | "Between the Lines"                            | Stone Temple Pilots          | Stone Temple Pilots Track Pack               | Alternative      | 1 de junio de 2010       |
| 1993 | "Plush"                                        | Stone Temple Pilots          | Stone Temple Pilots Track Pack               | Alternative      | 1 de junio de 2010       |
| 1992 | "Sex Type Thing"                               | Stone Temple Pilots          | Stone Temple Pilots Track Pack               | Alternative      | 1 de junio de 2010       |
| 2010 | "God Save the Queen" (GH Version)              | Steve Ouimette               | National Anthem Track Pack                   | Rock             | 8 de junio de 2010       |
| 2010 | "Il Canto degli Italiani" (GH Version)         | Steve Ouimette               | National Anthem Track Pack                   | Rock             | 8 de junio de 2010       |
| 2010 | "La Marseillaise" (GH Version)                 | Steve Ouimette               | National Anthem Track Pack                   | Rock             | 8 de junio de 2010       |
| 2010 | "Lied der Deutschen" (GH Version)              | Steve Ouimette               | National Anthem Track Pack                   | Rock             | 8 de junio de 2010       |
| 2010 | "The Star-Spangled Banner" (GH Version)        | Steve Ouimette               | National Anthem Track Pack                   | Rock             | 8 de junio de 2010       |
| 1971 | "I'm Eighteen"                                 | Alice Cooper                 | Alice Cooper Track Pack                      | Hard Rock        | 15 de junio de 2010      |
| 1972 | "School's Out"                                 | Alice Cooper                 | Alice Cooper Track Pack                      | Hard Rock        | 15 de junio de 2010      |
| 1975 | "Welcome to My Nightmare"                      | Alice Cooper                 | Alice Cooper Track Pack                      | Hard Rock        | 15 de junio de 2010      |
| 2007 | "Dear Maria, Count Me In"                      | All Time Low                 | All Time Low Track Pack                      | Pop Punk         | 22 de junio de 2010      |
| 2009 | "Weightless"                                   | All Time Low                 | All Time Low Track Pack                      | Pop Punk         | 22 de junio de 2010      |
| 2010 | "Damned If I Do Ya (Damned If I Don't)" (Live) | All Time Low                 | All Time Low Track Pack                      | Pop Punk         | 22 de junio de 2010      |
| 2009 | "Fireflies"                                    | Owl City                     | Pop 1 Track Pack                             | Electronic       | 29 de junio de 2010      |
| 2002 | "This Love"                                    | Maroon 5                     | Pop 1 Track Pack                             | Pop Rock         | 29 de junio de 2010      |
| 2008 | "Just Dance"                                   | Lady Gaga                    | Pop 1 Track Pack                             | Dance            | 29 de junio de 2010      |
| 1980 | "Crazy Little Thing Called Love"               | Queen                        | Queen 2 Track Pack                           | Classic Rock     | 6 de julio de 2010       |
| 1974 | "Killer Queen"                                 | Queen                        | Queen 2 Track Pack                           | Classic Rock     | 6 de julio de 2010       |
| 1976 | "Somebody to Love"                             | Queen                        | Queen 2 Track Pack                           | Classic Rock     | 6 de julio de 2010       |
| 2007 | "Afterlife"                                    | Avenged Sevenfold            | Avenged Sevenfold Track Pack                 | Metal            | 13 de julio de 2010      |
| 2007 | "Almost Easy"                                  | Avenged Sevenfold            | Avenged Sevenfold Track Pack                 | Metal            | 13 de julio de 2010      |
| 2007 | "Scream"                                       | Avenged Sevenfold            | Avenged Sevenfold Track Pack                 | Metal            | 13 de julio de 2010      |
| 2000 | "Down With The Sickness"                       | Disturbed                    | Disturbed Track Pack                         | Metal            | 20 de julio de 2010      |
| 2008 | "Indestructible"                               | Disturbed                    | Disturbed Track Pack                         | Metal            | 20 de julio de 2010      |
| 2005 | "Stricken"                                     | Disturbed                    | Disturbed Track Pack                         | Metal            | 20 de julio de 2010      |
| 2008 | "Devour"                                       | Shinedown                    | Shinedown Track Pack                         | Pop Rock         | 27 de julio de 2010      |
| 2008 | "Second Chance"                                | Shinedown                    | Shinedown Track Pack                         | Pop Rock         | 27 de julio de 2010      |
| 2008 | "Sound of Madness"                             | Shinedown                    | Shinedown Track Pack                         | Pop Rock         | 27 de julio de 2010      |
| 2002 | "The Taste of Ink"                             | The Used                     | The Used Track Pack                          | Pop Rock         | 3 de agosto de 2010      |
| 2007 | "The Bird and the Worm"                        | The Used                     | The Used Track Pack                          | Pop Rock         | 3 de agosto de 2010      |
| 2007 | "Pretty Handsome Awkward"                      | The Used                     | The Used Track Pack                          | Pop Rock         | 3 de agosto de 2010      |
| 2001 | "Fat Lip"                                      | Sum 41                       | Sum 41 Track Pack                            | Pop Punk         | 10 de agosto de 2010     |
| 2001 | "In Too Deep"                                  | Sum 41                       | Sum 41 Track Pack                            | Pop Punk         | 10 de agosto de 2010     |
| 2002 | "Still Waiting"                                | Sum 41                       | Sum 41 Track Pack                            | Pop Punk         | 10 de agosto de 2010     |
| 2005 | "Beverly Hills"                                | Weezer                       | Weezer Track Pack                            | Pop Rock         | 17 de agosto de 2010     |
| 2008 | "Pork and Beans"                               | Weezer                       | Weezer Track Pack                            | Pop Rock         | 17 de agosto de 2010     |
| 2001 | "Island in the Sun"                            | Weezer                       | Weezer Track Pack                            | Pop Rock         | 17 de agosto de 2010     |
| 1992 | "Symphony of Destruction"                      | Megadeth                     | Megadeth Track Pack                          | Metal            | 24 de agosto de 2010     |
| 1990 | "Hangar 18"                                    | Megadeth                     | Megadeth Track Pack                          | Metal            | 24 de agosto de 2010     |
| 1986 | "Peace Sells"                                  | Megadeth                     | Megadeth Track Pack                          | Metal            | 24 de agosto de 2010     |
| 2000 | "Southtown"                                    | P.O.D.                       | P.O.D. Track Pack                            | Nu Metal         | 31 de agosto de 2010     |
| 2001 | "Youth of the Nation"                          | P.O.D.                       | P.O.D. Track Pack                            | Nu Metal         | 31 de agosto de 2010     |
| 2002 | "Boom"                                         | P.O.D.                       | P.O.D. Track Pack                            | Nu Metal         | 31 de agosto de 2010     |
| 1999 | "Nookie"                                       | Limp Bizkit                  | Nu Metal 1 Track Pack                        | Nu Metal         | 7 de septiembre de 2010  |
| 2003 | "I Stand Alone"                                | Godsmack                     | Rock 1 Track Pack                            | Metal            | 7 de septiembre de 2010  |
| 1989 | "Epic"                                         | Faith No More                | Rock 1 Track Pack                            | Rock             | 7 de septiembre de 2010  |
| 1998 | "The Dope Show"                                | Marilyn Manson               | Rock 1 Track Pack                            | Industrial       | 7 de septiembre de 2010  |